# Malo de Llancarfan
Malo (também conhecido como Maclou; em latim, como Maclovius ou Machutus; Glamorgan, 27 de março de 520 – Archingeay, 15 de novembro de 621) foi, no século VI, o fundador da cidade de Saint-Malo, na Bretanha, França. Ele é um dos sete santos fundadores da Bretanha.
Detalhes da carreira de Malo são preservados em três histórias medievais, que parecem incluir incidentes associados com várias pessoas diferentes de nomes semelhantes. Apesar dessa confusão, parece que Malo nasceu por volta do ano 520, provavelmente no País de Gales.
Seu nome pode derivar de machlou, da língua bretã antiga, um composto de mach - "garantia, refém" - e lou (ou loh) - "brilhante, brilhante, bonito".

## Viagens com São Brandão
Acredita-se que Malo foi batizado por São Brandão e se tornou seu discípulo favorito. No entanto, sérias dúvidas têm sido levantadas quanto a autenticidade deste período de sua vida. Ele pode ter sido um daqueles especialmente selecionados por esse homem santo para sua viagem.
Tradicionalmente, foi na Abadia de Llancarfan que São Brandão e seu discípulo, Malo, com vários outros companheiros, estabeleceram a descoberta da "Ilha Bem-Aventurada". Ele então colocou ao mar em uma segunda viagem e visitou a ilha de Cézembre, em frente ao largo de St Malo, onde permaneceu por algum tempo. Supostamente, Maclovius era um gigante morto, que Brandão ressuscitou através de sua santidade. Brandão que o batizou, antes de permitir-lhe a voltar a ser morto.